# Sunifiram

1-benzoyl-4-propanoylpiperazine

Sunifiram, noms chimiques 1-(4-benzoyl-1-pipérazinyl)-1-propanone et 1-benzoyl-4-propanoylpiperazine, formule chimique C14H20N2O2, nom de code de développement DM-235 est un médicament expérimental qui a des effets antiamnésiques dans les études animales et avec une puissance significativement plus élevée que le piracétam.
Le sunifiram est une simplification moléculaire de l'unifiram (DM-232). Un autre analogue est le sapunifirame (MN-19).
En 2016, le sunifiram n'avait été soumis à aucun test toxicologique, ni à aucun essai clinique sur l'homme, et son utilisation médicinale n'est approuvée nulle part dans le monde.

## Pharmacologie
Sunifiram stimule la libération et la production d'acétylcholine dans le cerveau. Une étude animale émet l'hypothèse que Sunifiram active les récepteurs AMPA. C'est parce qu'il a été découvert qu'il inversait les effets de plusieurs médicaments qui supprimaient l'activité de l'AMPA. Une étude sur des souris impliquant Sunifiram a révélé activer le neurotransmetteur glutamate.